# Friedrich von Baden-Österreich

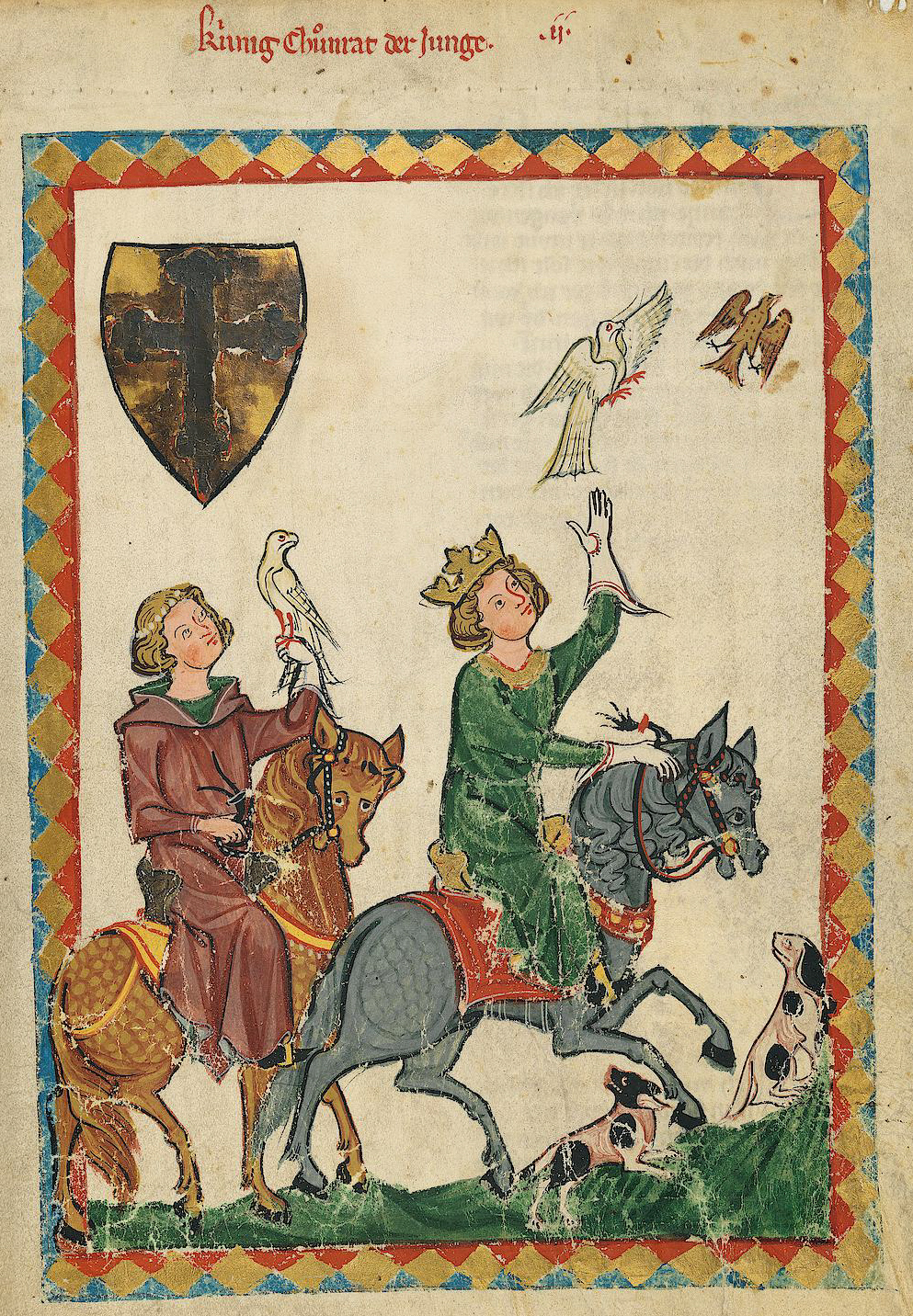
Friedrich von Baden-Österreich (links) bei der Beizjagd mit seinem Freund Konradin. Codex Manesse, Universitätsbibliothek Heidelberg, Codex Pal. Germ. 848, fol. 7r

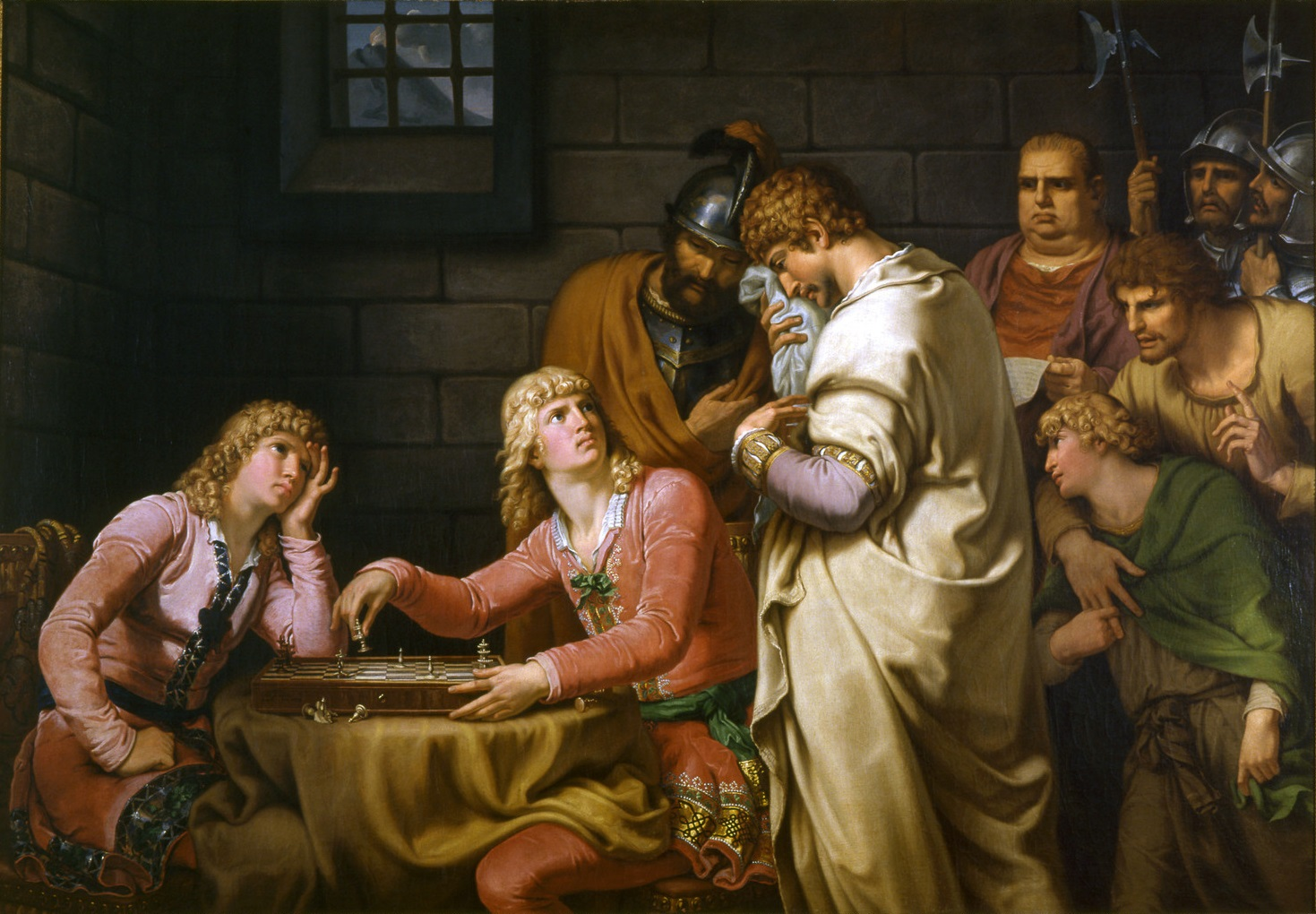
Friedrich und Konradin vernehmen ihr Todesurteil in Neapel. Neuzeitliches Gemälde von Wilhelm Tischbein, 1784.

Friedrich von Baden-Österreich (* 1249 in Alland; † 29. Oktober 1268 in Neapel), Titular-Markgraf von Verona und Baden, war ein Mitstreiter des Staufers Konradin.

## Leben
Friedrich (im Haus Baden: Friedrich II.) war der Sohn von Hermann VI., Titular-Markgraf von Verona und Baden, sowie Anwärter auf die Herzogschaft von Österreich, und Gertrud von Babenberg, der Tochter Heinrichs des Grausamen von Österreich. Sie war die Nichte Herzog Friedrichs des Streitbaren von Österreich, des letzten Herrschers aus dem Haus der Babenberger. Sein Vater Hermann von Baden hatte zwar namens seiner Frau Anspruch auf Österreich erhoben, konnte seinen Anspruch auf die Nachfolge jedoch nicht durchsetzen, und starb jung im Alter von 25.
Gertrud weilte mit den beiden kleinen Kindern zu dieser Zeit in Meißen, Sachsen, bei der Verwandtschaft, und residierte dann als amtierende Herzogin am Kahlenberg zu Wien. Weil Ottokar Přemysl von Böhmen, der Gertruds Tante Margarete von Babenberg geheiratet und damit ebenfalls Erbansprüche hatte, Österreich 1251 ohne Widerstand besetzt hatte, floh die Familie in die Steiermark, wo Gertrud im Frieden von Ofen 1254 Teile dieses Herzogtums zugesprochen bekam. Gertrud lebte dann in Voitsberg und Judenburg, Friedrich kam zu seinem Schwager Herzog Ulrich III. von Kärnten in Obhut. Spätestens seit 1266, als er in das Mannesalter kam, übersiedelte er nach Bayern, wo er sich mit dem Staufer Konradin befreundete.
1267 schloss er sich Konradins Italienzug zur Rückeroberung des staufischen Erbes an. Zusammen mit seinem Freund, der sich als König von Jerusalem und Sizilien sah, zog Friedrich gegen Sizilien. Der Papst sah Konradin nur als Herzog von Schwaben und König von Jerusalem und machte Karl von Anjou, den Bruder Ludwigs IX. von Frankreich, zum König von Sizilien. 1267 zogen Konradin und Friedrich mit einem kleinen Heer gegen Karl von Anjou. Am 18. November 1267 wurde Konradin daraufhin von Papst Clemens IV. exkommuniziert und als König von Jerusalem abgesetzt.
Am 24. Juli 1268 zog Konradin umjubelt in Rom ein. Nach dem Abzug aus Rom schlugen Friedrich und er Karl von Anjou im Arnotal. Am 23. August kam es in den Abruzzen zu einer erneuten Schlacht mit dem angevinischen Heer, der später so genannten Schlacht bei Tagliacozzo. Zunächst waren die Truppen Konradins und Friedrichs im Vorteil, doch durch planloses Verfolgen des Feindes wendete sich das Blatt, und die beiden wurden von Karl von Anjou besiegt. Konradin und Friedrich gelang zwar die Flucht vom Schlachtfeld, am 8./9. September 1268 wurden sie aber bei Astura von Giovanni Frangipani, einem römischen Adligen, gefangen genommen und an Karl von Anjou ausgeliefert. Dieser ließ die beiden zusammen mit weiteren Gefolgsleuten Konradins  zum Tode verurteilen, am 29. Oktober 1268 auf der Piazza Mercato in Neapel enthaupten und ihre Leichname in ungeweihter Erde verscharren. Ihre Gebeine wurden später in der nahegelegenen Kirche Santa Maria del Carmine bestattet, wo sie noch heute ruhen.
Aus Friedrichs unmittelbar vor seiner Hinrichtung verfasstem Testament geht hervor, dass er verheiratet war. Denn er vermachte den beiden Herzögen Ludwig und Heinrich von Bayern das Land, das ihm in Österreich zustand, und empfahl ihnen seine Gattin und seine Schwester; seiner Mutter vergab er die Steiermark, all das natürlich ohne die Macht, tatsächlich über Österreich und die Steiermark zu verfügen. Es sind keinerlei Quellen überliefert, aus denen Näheres über diese Ehefrau zu erfahren ist.

## Nachwirkung

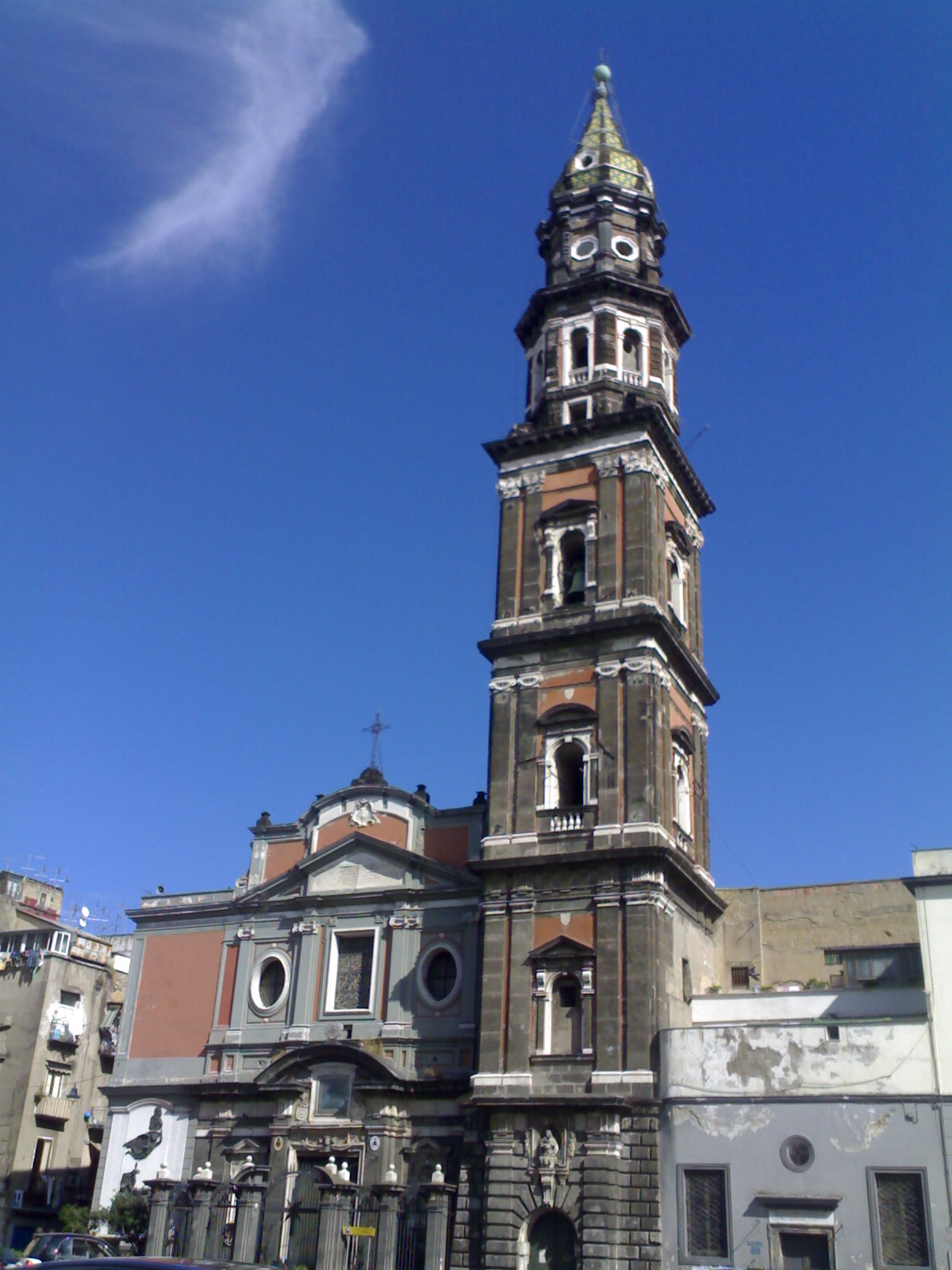
Santa Maria del Carmine in Neapel

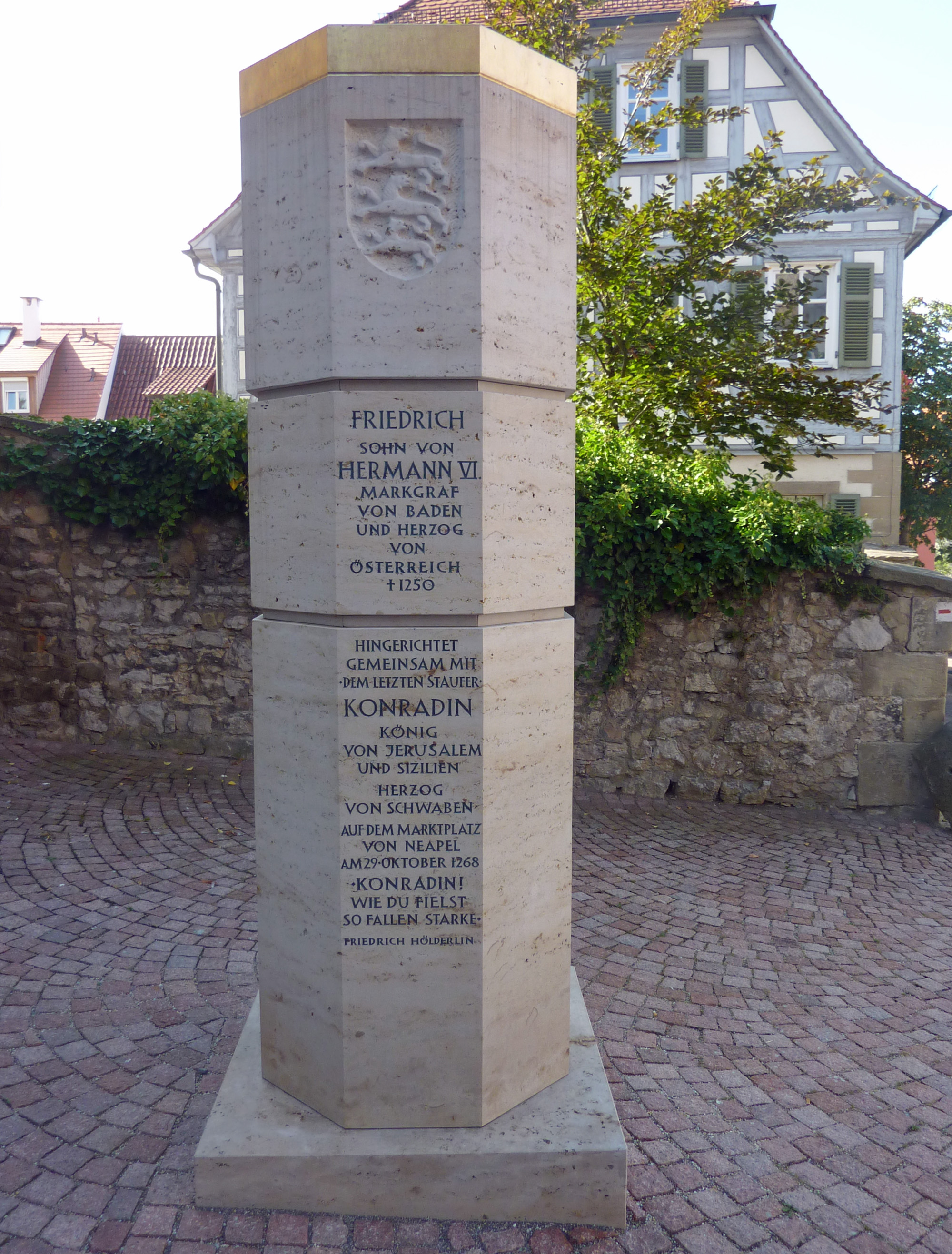
Stauferstele in Besigheim mit Inschrift zu Friedrich von Baden-Österreich

1847 ließ der damalige Kronprinz und spätere König Maximilian II. von Bayern die Gebeine von Konradin ausgraben. Ein zweiter Bleisarg, der nicht geborgen werden konnte, da er unter den Chorstützen lag, enthält vermutlich die Gebeine Friedrichs.
Während der Weimarer Republik wurde die Beziehung von Friedrich und Konradin in nationalistischen Kameradschaftserzählungen homoerotisch verwertet.
An Friedrich von Baden-Österreich wird auf den Stauferstelen des Bildhauers Markus Wolf in Klosterneuburg (2009), Besigheim (2011), Burg Niederhaus (2012) und Baden-Baden (2014) erinnert. Auf dem von Helmut Maximilian Gruber-Ballehr geschaffenen 60 Meter langen Gmünder Stauferfries (2024) reitet er unmittelbar hinter Konradin in die Stadt Schwäbisch Gmünd.